# Sony Xperia L1
Sony Xperia L1  —  це Android смартфон виробництва Sony Mobile Communications. Був анонсований 20 березня 2017 року на виставці MWC 2017 разом із топовими моделями Xperia XZ Premium та Xperia XZs Смартфон є одночасно і наступник давнього смартфону Xperia L 2013 року і заміняє цілу лінійку E, такою ж серію низького класу, останнім телефоном яким був E5..

## Дизайн
Корпус апарату повністю пластиковий, виконаний у характерній для Sony концепції Loop Surface. Рамки зверху та знизу лишилися досить великими, бокові ж рамки майже відсутні. Лоток для SIM-карти і MicroSD присутній на лівій частині пристрою, у вигляді заглушки, що дозволяє її відкрити без допоміжних речей накшталт голки. Кнопка живлення і регулятор гучності розташовані на правій стороні пристрою, а аудіороз’єм 3,5 мм для навушників разом з мікрофоном — у верхній частині. Задні камери розташовані у верхньому лівому куті телефону, а нижче камери — світлодіодний спалах. Корпус по бічних краях заокруглений, в той час як верхній і нижній навпаки гострі. Габарити: ширина 74.0 мм, висота 151.0 мм, товщина 8.7 мм, вага 180 грамів.
На ринку смартфон був представлений у 3 кольорах: чорний, білий, рожевий.

## Технічні характеристики

### Апаратне забезпечення
Sony Xperia L1 побудований на базі чотириядерного процесора Mediatek MT6737T Cortex-A53 з частотою 1,45 ГГц і графічним процесором Mali-T720MP2. Він доступний з 2 ГБ оперативної пам’яті та 16 ГБ постійної пам’яті. Розширення карти MicroSD підтримується до 256 ГБ за допомогою однієї або гібридної двох SIM-карт.. Дисплей використовується 5,5-дюймовий 16:9 720p (720 × 1280) IPS LCD-панель, що забезпечує щільність пікселів 267 ppi. Екран має олеофобне покриття. L2 має незнімний Li-Ion акумулятор ємністю 2620 мА·г із технологією адаптивного заряджання Qnovo. На задній панелі є основна камера на 13 Мп (апертура f/2.2) з автофокусом, вбудованим спалахом та трикратним наближенням Clear Image Zoom. Відео знімається в Full HD (1920х1080) зі стереозвуком. Фронтальна камера на 5 Мп (f/2.2) із ширококутним об’єктивом (фокусна відстань 24 мм).

### Програмне забезпечення
Sony Xperia L1 працює на операційній системі Android  7.0 (Nougat).